# Фарладаны (Хынчештский район)
Фарладаны (рум. Fîrlădeni, Фырлэдень, Фарладены) — село в Хынчештском районе Молдавии. Относится к сёлам, не образующим коммуну.

## География
Село расположено на высоте 132 метров над уровнем моря. Протекает река Галина.

## Население
По данным переписи населения 2004 года, в селе Фырлэдень проживает 1010 человек (509 мужчин, 501 женщина).
Этнический состав села:
| Национальность | Число жителей | Процентный состав |
| -------------- | ------------- | ----------------- |
| молдаване      | 1003          | 99.31             |
| русские        | 2             | 0.2               |
| румыны         | 2             | 0.2               |
| украинцы       | 1             | 0.1               |
| прочие         | 2             | 0.2               |
| Всего          | 1010          | 100%              |